# Зелёновский сельский совет (Новотроицкий район)
Зелёновский сельский совет (укр. Зеленівська сільська рада) — входит в состав
Новотроицкого района
Херсонской области
Украины.
Административный центр сельского совета находится в 
с. Зелёное
.

## История
- 1983 — дата образования.

## Населённые пункты совета
- с. Зелёное
- с. Перемога